# Philipp Bahlke
Philipp Bahlke (* 19. Mai 1989 in Neubrandenburg) ist ein ehemaliger deutscher Triathlet.

## Werdegang
Philipp Bahlke kam als Sechsjähriger zum Schwimmclub und wechselte später zum Triathlon.
Auf der internationalen Bühne ging der damals 18-Jährige im Mai 2008 im deutschen Junioren-Trio mit Stefan Zachäus und Franz Löschke an den Start. Im Staffel-Supersprint (300 m Schwimmen, 8 km Radfahren und 2 km Laufen) wurde das Trio in Lissabon Europameister der Junioren. Im Juli 2008 wurde er Deutscher Junioren-Meister Triathlon.
2021 wurde Philipp Bahlke bei seinem ersten Start auf der Triathlon-Langdistanz Vierter in Roth bei der Europameisterschaft.
Im Mai 2022 landete der 33-Jährige erstmals auf dem Ironman-Podest und wurde Dritter im Ironman Lanzarote (3,86 km Schwimmen, 180,2 km Radfahren und 42,195 km Laufen).
Seit 2022 tritt Philipp Bahlke nicht mehr international in Erscheinung.
Philipp Bahlke wurde trainiert von Faris Al-Sultan. Er lebt in Stuttgart.

## Sportliche Erfolge
| Datum/Jahr    | Rang | Wettbewerb                                                   | Austragungsort    | Zeit     | Bemerkung                                                                       |
| ------------- | ---- | ------------------------------------------------------------ | ----------------- | -------- | ------------------------------------------------------------------------------- |
| 21. Mai 2022  | 3    | Ironman Lanzarote                                            | Puerto del Carmen | 08:51:13 |                                                                                 |
| 5. Sep. 2021  | 4    | ETU Challenge Long Distance Triathlon European Championships | Roth              | 07:33:19 | bei der Challenge Roth; verkürzte Raddistanz                                    |
| 12. März 2021 | 11   | Ironman 70.3 Dubai                                           | Dubai             | 03:39:11 |                                                                                 |
| 30. Aug. 2020 | 1    | KnappenMan                                                   | Lohsa             | 03:39:50 | Sieg über die Mitteldistanz am Dreiweiberner See                                |
| 10. Mai 2008  | 11   | ETU Triathlon European Championship Junior Men               | Lissabon          | 01:00:11 | Triathlon-Junioren-Europameisterschaft; hinter dem Franzosen Vincent Luis       |
| 20. Juli 2008 | 1    | DTU Deutsche Meisterschaft Triathlon Sprintdistanz Junioren  | Schluchsee        |          | Deutscher Junioren-Meister Triathlon-Sprintdistanz                              |
| 11. Mai 2008  | 1    | ETU Triathlon European Championships Junior Men Relay        | Lissabon          | 01:15:57 | Europameister im Junioren-Trio Supersprint mit Stefan Zachäus und Franz Löschke |